# Clau (eina)

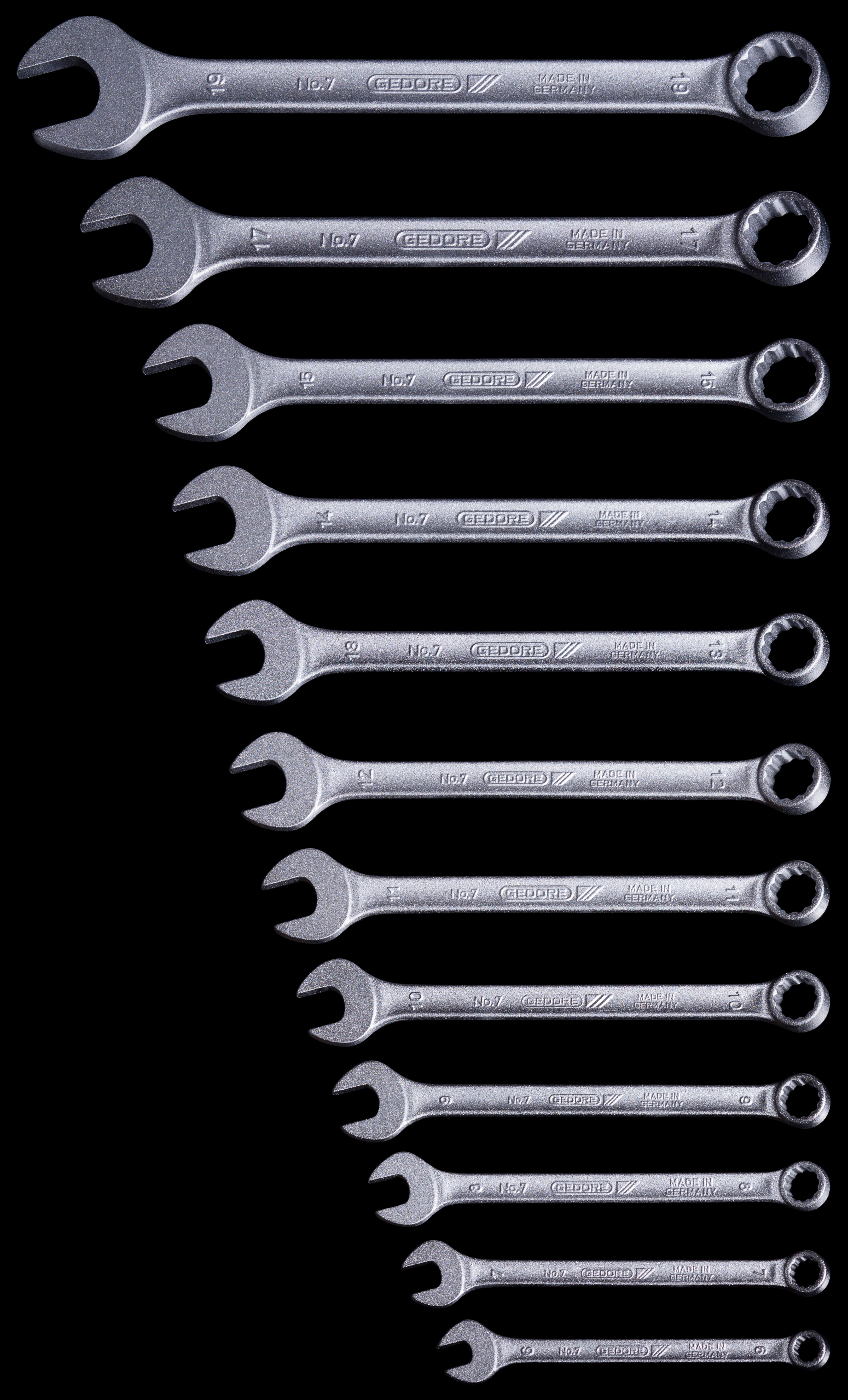
Joc de Claus fixes

Una clau és una eina manual que serveix per collar o afluixar perns i femelles. N'hi ha de fixes, d'ajustables (clau de vis o anglesa), de roseta (amb la cabota treballada en forma d'estel), de tub, clau de got, claus hexagonals, claus de cadena, de lampista (stilson), claus de carraca, etc.
Algunes claus són de boca variable, de manera que se'n pot graduar l'obertura i adaptar-la a diverses mides de cabota quan aquesta és de forma quadrada o hexagonal. Són les claus angleses. Però la majoria de les claus són de boca fixa, com les claus planes fixes, les claus d'estrella o les claus de got, que solen ser canviables aprofitant el mateix mànec. També hi ha les claus de tub formades per un cos buit de forma generalment hexagonal perquè s'hi adaptin les claus planes i poder-les fer girar.

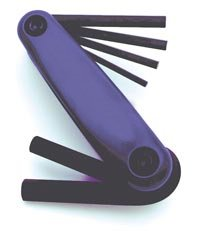
Claus hexagonals
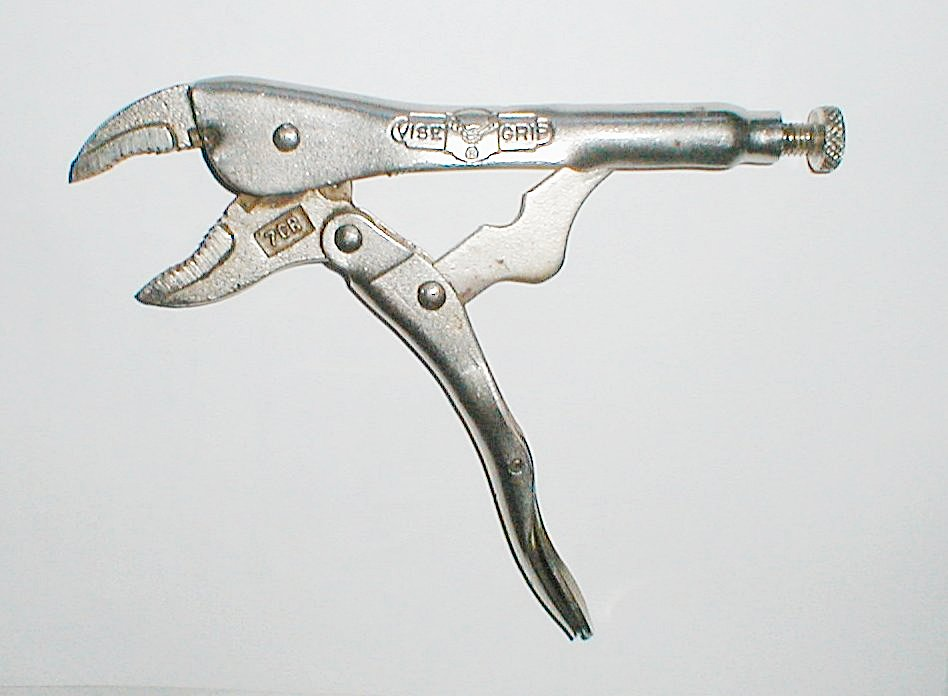
Clau de llauner